# Omorgus acinus
Omorgus acinus är en skalbaggsart som beskrevs av Clarke H. Scholtz 1980. Omorgus acinus ingår i släktet Omorgus och familjen knotbaggar. Inga underarter finns listade i Catalogue of Life.